# Polyclinum circulatum
Polyclinum circulatum är en sjöpungsart som beskrevs av Sluiter 1909. Polyclinum circulatum ingår i släktet Polyclinum och familjen klumpsjöpungar. Inga underarter finns listade i Catalogue of Life.